# Cryptocephalus quercus
Cryptocephalus quercus är en skalbaggsart som beskrevs av Schaeffer 1906. Cryptocephalus quercus ingår i släktet Cryptocephalus och familjen bladbaggar. Inga underarter finns listade i Catalogue of Life.